# Менчин-Кольонія
Менчин-Кольонія (пол. Męczyn-Kolonia) — село в Польщі, у гміні Мокободи Седлецького повіту Мазовецького воєводства.
Населення — 81 особа (2011).
У 1975-1998 роках село належало до Седлецького воєводства.

## Демографія
Демографічна структура станом на 31 березня 2011 року:
|          | Загалом | Допрацездатний вік | Працездатний вік | Постпрацездатний вік |
| -------- | ------- | ------------------ | ---------------- | -------------------- |
| Чоловіки | 41      | 8                  | 30               | 3                    |
| Жінки    | 40      | 3                  | 27               | 10                   |
| Разом    | 81      | 11                 | 57               | 13                   |